# Plebiscito in Romania del novembre 1941
Il plebiscito in Romania del novembre 1941 si svolse dal 9 al 15 novembre 1941 nel Regno di Romania per approvare la politica di Ion Antonescu
Il referendum, il secondo dell'anno sulle politiche di Antonescu dopo quello di marzo, si svolse dopo che il Conducător aveva esteso il 2 ottobre l'orario di lavoro, riforma accolta con disordini.
La votazione, denominata "Grande Assemblea Plebiscitaria della Nazione Rumena" (Adunarea Obştească Plebiscitară a Naţiunii Române), si svolse oralmente, con il silenzio inteso come "sì".
Le votazioni si svolsero dal 9 al 12 novembre 1941, poi prolungate di tre giorni fino al 15 novembre 1941. Il risultato finale fu annunciato il 23 novembre 1941: i voti a favore furono il 99,99%, mentre solo 68 i contrari.

## Risultati
| Scelta                        | voti      | %      |
| ----------------------------- | --------- | ------ |
| Sì                            | 3 446 889 | 99,99  |
| No                            | 68        | 0,01   |
| Voti nulli                    | 0         | –      |
| Totale                        | 3 446 957 | 100,00 |
| Elettori registrati/affluenza | N.D.      | N.D.   |
| Fonte: Democrazia Diretta     |           |        |